# Ukraina i olympiska vinterspelen 2006

Ukrainas flagga

Ukrainas OS-trupp vid Olympiska vinterspelen 2006

## Medaljer
|         | Guld | Silver | Brons | Total |
| ------- | ---- | ------ | ----- | ----- |
| Ukraina | 0    | 0      | 2     | 2     |

### Brons
Lilia Efremova - Skidskytte: 7,5 km